# ب‌ام‌و ۱۳۲
ب‌ام‌و ۱۳۲ (به انگلیسی: BMW 132) یک موتور هواگرد ساختِ کارخانهٔ ب‌ام‌و در کشور آلمان است.